# Liste der Naturdenkmale in Speicher (Eifel)
Die Liste der Naturdenkmale in Speicher nennt die im Gemeindegebiet von Speicher ausgewiesenen Naturdenkmale (Stand 13. April 2024).

## Naturdenkmale
| Nr.         | Bezeichnung                                   | Lage                                              | Beschreibung                | Bild                                    |
| ----------- | --------------------------------------------- | ------------------------------------------------- | --------------------------- | --------------------------------------- |
| ND-7232-541 | Buche am Pfädchen Richtung Langemauerschneise | östlich des Ortes; Abteilung Auf Pützdriesch Lage | Fagus sylvatica, zwei Bäume | Direkt Bild zu diesem Denkmal hochladen |

## Ehemalige Naturdenkmale
| Nr. | Bezeichnung            | Lage                                  | Beschreibung                                       | Bild                                    |
| --- | ---------------------- | ------------------------------------- | -------------------------------------------------- | --------------------------------------- |
|     | Ulmen auf dem Friedhof | Kapellenstraße, gegenüber Nr. 56 Lage | Ulmus sp., drei Bäume; Rechtsverordnung aufgehoben | Direkt Bild zu diesem Denkmal hochladen |